# Nat Geo Music
Nat Geo Music è stato un canale televisivo italiano, edito da Fox International Channels Italy, che trasmetteva documentari che hanno come argomento principale l'incontro tra musica e cultura nei vari stati mondiali.
Il canale era presente anche in America Latina e Indonesia.
In Italia si trovava al canale 710 dello Sky Box, incluso nel channel pack "Musica", precedentemente, dal lancio fino al 30 aprile 2008, era posizionato al numero 406.

A partire dal 31 agosto 2011 il canale ha cessato di trasmettere nella piattaforma Sky Italia, e a partire dal 31 ottobre ha chiuso le proprie trasmissioni come canale televisivo.